# Virlinzi
I Virlinzi sono una famiglia  italiana di commercianti, successivamente imprenditori, attiva a Catania, ma originaria di Enna, che opera in vari settori economici, in particolare nei settori della distribuzione commerciale e dell'edilizia.

## Storia
Capostipite della famiglia fu Francesco Virlinzi (1899-1972), falegname, che nel 1926 fondò a Castrogiovanni, sua città d'origine, assieme al fratello Giuseppe, un'attività imprenditoriale che si occupava di produzione e commercio di legname, e di commercio di carburanti e materiale di ferramenta. Nel 1944, Virlinzi, a causa di problemi di salute dovette abbandonare la sua città di origine e trasferì la sua falegnameria a Catania, dove si stabilì assieme alla moglie ed ai cinque figli. La ditta, divenne successivamente emporio di ferramenta e legnami, e per i meriti acquisiti in campo commerciale, nel 1948 Virlinzi fu insignito dell'onorificenza di cavaliere dell'Ordine al merito del lavoro. Dopo la morte del fondatore, l'attività venne amministrata dalla vedova Giuseppina Grillo (1900-1995) con i quattro figli maschi, Carmelo (1930-2011), Oreste (1933-vivente), Ennio (1934-vivente) e Giuseppe (1939-vivente), che ampliarono le sue attività verso altri settori con la fondazione di proprie aziende. La moglie di Virlinzi nel 1965 ebbe conferita l'onorificenza di cavaliere dell'Ordine al merito della Repubblica italiana.
La diversificazione delle attività da parte dei fratelli Virlinzi portò all'ascesa economica della famiglia nel corso del decennio sessanta-settanta, che si pose a capo di un gruppo imprenditoriale di notevoli dimensioni, affermatosi fra i primi in Sicilia per numero di addetti (oltre 1.000 dipendenti) e per fatturato.
Nel 1977, ad Ennio Virlinzi venne conferita l'onorificenza di cavaliere del Lavoro. Imprenditore attivo nei settori siderurgico, edilizio e turistico-alberghiero, tra i maggiori a Catania e in Sicilia, è noto anche con l'appellativo di "re del ferro e del cemento". È stato consigliere di amministrazione di Alitalia (1980-1984), presidente dell'Associazione degli Industriali della Provincia di Catania (1992-1997) e commissario di Confindustria Catania (2008-2009). Nel 1973, aveva fondato a Catania la GrossFarma Distribuzione S.p.A., che opera nel settore farmaceutico, poi passata al Gruppo Angelini e alla Phoenix.
Nel 2000, la famiglia Virlinzi si interessò all'acquisizione del Calcio Catania, squadra che militava nel girone B campionato di calcio di Serie C1 1999-2000, e nelle trattative per rilevare la società etnea, ebbe il supporto di personalità quali Pippo Baudo e Luciano Moggi, ma la famiglia Massimino, proprietaria di allora del club rossoazzurro, la cedette ai Gaucci.
Alla stessa famiglia apparteneva Francesco Virlinzi (1957-2000), figlio di Carmelo, produttore discografico, fondatore della Cyclope Records.

## Le aziende della famiglia
I membri della famiglia Virlinzi controllano oltre 40 aziende di piccole e medie dimensioni, che operano nei settori agricolo, chimico, commerciale, edilizio, immobiliare, metallurgico e turistico ricettivo, ed in ognuna di esse vi ricoprono le cariche sociali.
Azienda storica della famiglia è la Virlinzi S.p.A., fondata nel 1960 dai quattro fratelli ennesi con la madre, di cui è amministratore unico il ragioniere Oreste Virlinzi, prima in Sicilia nella commercializzazione e distribuzione all'ingrosso di attrezzature per l'edilizia, la siderurgia, la ferramenta, l'utensileria (professionale e ad uso hobbistico), il giardinaggio, l'acquedottistica, l'idraulica, la termoidraulica, i casalinghi e la metanizzazione. L'azienda è socio fondatore del gruppo d'acquisto Ferritalia, nel 2016 impiegava 75 dipendenti e annualmente realizza un fatturato che si aggira sui 20 milioni di euro. Copre un vasto bacino d'utenza, che oltre la Sicilia, comprende anche la Calabria, Malta e paesi del Nord Africa. Dal 2005 dispone di una piattaforma logistica di oltre 60.000 m², di cui 25.000 coperti, nella zona industriale di Catania. Virlinzi è stata sponsor ufficiale della squadra di pallamano maschile della Libertas Mascalucia, che nelle stagioni 1998-99 e 1999-2000 ha militato nel campionato di Serie A2, e perciò era nota anche come Virlinzi Mascalucia.
Altre società importanti sono la Virco S.p.A. (costruzioni) di cui è amministratore unico Giuseppe Virlinzi detto Pino, Building Catania s.r.l (edilizia residenziale e industriale), Virauto S.p.A. (commercio delle auto), Vir Immobiliare s.r.l. (immobiliare), FV Distribuzione S.p.A. (commercio al dettaglio e all'ingrosso). Altra importante società è la Evirfin S.p.a. del cav. Ennio Virlinzi, fondata nel 1996, holding familiare per la gestione delle partecipazioni azionarie in varie aziende.
Nel periodo di maggiore espansione, ci sono state aziende della famiglia Virlinzi attive anche nel settore industriale, con aziende quali la Costruzioni Minuterie Metalliche S.p.A., fondata nel 1970 divenuta poi TRAFIME S.p.A. (produzione minuteria metallica di precisione) e l'IMEA S.p.A. (produzione prefabbricati in cemento), i cui stabilimenti si trovavano nella zona industriale di Catania.